# Чезаре II Гонзага
Вижте пояснителната страница за други личности с името Чезаре Гонзага.
Чезаре II Гонзага (на италиански: Cesare II Gonzaga; * 1592, Мантуа, Херцогство Мантуа; † 26 февруари 1632, Виена, Хабсбургска монархия) от рода Гонзага (клон Гонзага ди Гуастала) е 2-ри херцог на Гуастала от 1630 г. до смъртта си.

## Произход
Той е най-големият син на Феранте II Гонзага (1563 – 1630), херцог на Гуастала и херцог на Амалфи, и съпругата му Витория Дория. Негови дядо и баба по бащина линия са а Чезаре I Гонзага, граф на Гуастала, херцог на Амалфи, княз на Молфета и граф на Джовинацо, и Камила Боромео, а по майчина – адмирал Джовани Андреа I Дория, княз на Мелфи, маркиз на Турси и Ториля, и Дзенобия дел Карето Дория. Има шест братя и шест сестри:
- Дзенобия (1588 – 1618), херцогиня на Теранова като съпруга на за дон Джовани III д'Арагона Талявия
- Франческо (1593 – 1643), военен, съпруг на Франческа Орниети
- Филипо (1599 – 1616), религиозно лице;
- Джанетино (1601 – 1649), религиозно лице
- Карло (1602 – 1670), рицар на Ордена на Христовата кръв, съпруг на Мария Джиняки;
- Камила (1603 – 1609/1610)
- Изабела (1605 – 1631), монахиня с името „Анджела Луиджа“ в манастира „Анунциата“ в Гуастала;
- Винченцо (1606 – 1694), вицекрал на Сицилия от 1677;
- Артемизия (1608 – сл. 1628), монахиня в „Санта Мария дели Анджели“ в Болоня;
- Витория (1609 – 1689), монахиня с името „Анджела“ в манастира „Санта Мария дела Неве“ в Парма;
- Камила (1611 – 1612)
- Андреа (? – 1686), граф на Сан Паоло в Неаполитанското кралство, съпруг на Лаура Криспиано от маркизите на Фузара;

## Биография
Чезаре II наследява баща си през 1630 г. като херцог на Гуастала. От тогава е и генерален имперски комисар за Италия. Умира 2 г. по-късно на 39 г. 

## Брак и потомство
∞ 1612 за Изабела Орсини (* 1598, † 1623), дъщеря на Вирджинио Орсини, херцог на Брачано, и на Фулвия Перети Дамашени, от която има двама сина:
- Феранте III Гонзага (* 4 април 1618, Мантуа; † 11 януари 1678, Гуастала), херцог на Гуастала (1632 – 1678), ∞ 25 юни 1647 за Маргерита д’Есте (* 12 септември 1619, † 12 ноември 1692), дъщеря на Алфонсо III д’Есте, херцог на Модена, и на Изабела Савойска, от която има 3 сина и 3 дъщери;
- Веспазиано Винченцо Гонзага (* 8 септември 1621, † 5 май 1687, Кадис), вицекрал на Валенсия (1669 – 1675), чрез брак граф на Паредес де Нава; ∞ 1646 за  Мария Инес Манрике де Лара и Манрике Енрикес (* ок. 1625, † 8 август 1679), 10-та графиня на Паредес де Нава, от която има 3 сина и 2 дъщери